# Law & Order: Criminal Intent
Law & Order: Criminal Intent är en amerikansk TV-serie från 2001 till 2011, som handlar om en grupp poliser i New York som undersöker brott, vanligtvis mord, där betydelsefulla personer, myndighetspersoner, finanspersoner eller personer från konstvärlden är inblandade. 

## Synopsis
Det är den andra spinoff-serien från I lagens namn. Till skillnad från de andra Law & Order-serierna inriktar den sig till stor del på brottslingarnas handlingar och motiv, snarare än att bara koncentrera sig på polisens och åklagarnas sida av fallet. 
Law & Order: Criminal Intents handling och karakteristik är mer komplex och subtil än ursprungsserien, vilket tyder på att den riktar sig till en mer sofistikerad publik. 

## Rollfigurer
- Robert Goren (Vincent D'Onofrio) är en udda, men intelligent utredare och profilerare känd för sin instinkt och insikt. Han lyckas ofta lösa fallen tack vare sin intuition, snarare än med solida bevis (som i de andra serierna). Goren får ofta användning för sin mycket breda allmänbildning, och rollfiguren påminner om Sherlock Holmes; han lägger märke till små, men viktiga, detaljer som andra missar och har encyklopedisk kunskap om nästan alla ämnen. Ofta lyckas Goren få misstänkta att avslöja avgörande information genom att psykologiskt manipulera eller provocera dem.

- Alexandra Eames (Kathryn Erbe) är en tystlåten, praktisk partner som tycks gå väl ihop med Goren trots deras olikheter. Hon påminner mycket om hur Holmes' partner Dr. Watson brukar porträtteras: en intelligent person som överskuggas av en genialisk partners karismatiska närvaro. Hon är en bestämd polis som fäller sarkastiska kommentarer över iakttagelser. (Då Erbe var mammaledig, ersattes hennes rollfigur av G. Lynn Bishop (Samantha Buck), under säsong 3, avsnitt 5 till 11.)

- James Deakins (Jamey Sheridan) är Gorens och Eames närmsta chef och kontrollerar regelbundet deras arbete under utredningen. Deakins avgick i slutet av säsong 5 hellre än att försöka kämpa mot en konspiration för att sätta dit honom, något som initierats av en inflytelserik man som han hjälp till att sätta i fängelse, Frank Adair.

- Ron Carver (Courtney B. Vance), är en påstridig, dock idealistisk distriktsåklagare, som ofta kräver att Goren och Eames ska skaffa fram ytterligare bevis.

I början av 2005-säsongen introducerades ytterligare ett polisteam, som kunde alternera med Goren och Eames, för att avlasta D'Onofrio så han inte skulle bli utarbetad, vilket hade lett till medicinska problem under tidigare säsonger. Det andra teamet består av:
- Mike Logan (Chris Noth) är en bekymrad polis som tidigare arbetat som mordutredare vid polisdistriktet i ursprungsserien.

- Carolyn Barek (Annabella Sciorra) är en skicklig profilerare som arbetat hos FBI under två år efter 11 september-attackerna.